# Money in the Bank (2014)
Money in the Bank (2014) foi um evento de wrestling profissional em formato pay-per-view e evento da WWE Network produzido pela WWE. Aconteceu em 29 de junho de 2014, no TD Garden em Boston, Massachusetts. Esta foi a quinta edição na cronologia do Money in the Bank.
Oito lutas ocorreram no evento. A luta de escada pelo contrato do Money in the Bank foi vencida por Seth Rollins. O evento principal foi uma luta de escadas pelo vago WWE World Heavyweight Championship, que foi vencida por John Cena. O evento obteve 122.000 compras (excluindo visualizações da WWE Network), abaixo das 199.000 compras do ano anterior.

## Produção

### Conceito
Money in the Bank é uma gimmick anual de pay-per-view produzido pela WWE desde 2010 e geralmente é realizado em julho; em 2014 foi o primeiro realizado em junho. O conceito do show vem da luta de escadas do Money in the Bank, em que vários lutadores usam escadas para recuperar uma pasta pendurada acima do ringue. A pasta contém um contrato que garante ao vencedor uma luta por um campeonato mundial a qualquer momento dentro do próximo ano. Para 2014, ocorreu apenas uma luta de escadas e o vencedor recebeu um contrato para uma luta pelo WWE World Heavyweight Championship, após a unificação do WWE Championship e do World Heavyweight Championship no TLC: Tables, Ladders & Chairs em dezembro de 2013. O evento de 2014 foi o quinto evento na cronologia Money in the Bank.

### Histórias
O card foi composto por oito lutas que resultaram de enredos roteirizados, em que os lutadores retratavam vilões, heróis ou personagens menos distintos em eventos roteirizados que criaram tensão e culminaram em uma luta ou série de lutas, com resultados predeterminados pelos escritores da WWE, enquanto as histórias foram produzidas nos programas semanais de televisão da WWE, Raw e SmackDown.
No Raw de 2 de junho, Alberto Del Rio se classificou para a luta Money in the Bank ao derrotar Dolph Ziggler. Na semana seguinte, após Daniel Bryan ser destituído de seu WWE World Heavyweight Championship devido a uma lesão, Stephanie McMahon mudou a luta para uma luta de escadas pelo título vago. Na mesma noite, Triple H colocou Randy Orton na luta pelo título, enquanto o Campeão dos Estados Unidos Sheamus e Cesaro derrotaram o Campeão Intercontinental Bad News Barrett e Rob Van Dam respectivamente para se qualificarem. No episódio de 13 de junho do SmackDown, Bray Wyatt se classificou para a luta após derrotar Dean Ambrose (com interferência de Seth Rollins). No Raw de 16 de junho, John Cena ganhou uma vaga na luta derrotando Kane em uma luta Stretcher , e Roman Reigns se classificou para a luta vencendo uma batalha real de 19 homens. No Raw de 23 de junho, Kane foi adicionado à luta por Triple H.
Durante a rivalidade entre John Cena e Bray Wyatt, os Campeões de Duplas da WWE Jimmy Uso e Jey Uso se inseriram na rivalidade ao lado de Cena para neutralizar os membros da Wyatt Family Luke Harper e Erick Rowan. No Payback, os Usos estavam mais uma vez no canto de Cena para igualar as chances e no processo, Cena derrotou Bray Wyatt em uma luta Last Man Standing para encerrar a rivalidade. Na noite seguinte no Raw, Rowan e Harper desviaram sua atenção para os The Usos, derrotando o último em uma luta de duplas sem título no episódio de 2 de junho do Raw. Devido a esta vitória, eles ganharam uma luta pelo Tag Team Championship no pay-per-view.
No episódio de 17 de junho do Main Event, uma lutas de escadas do Money In The Bank foi adicionada ao evento, com Seth Rollins se declarando o primeiro participante da luta. No episódio de 23 de junho do Raw, Triple H adicionou o Campeão Intercontinental Barrett, Dolph Ziggler, Rob Van Dam, Kofi Kingston e Jack Swagger à luta. Mais tarde naquela noite (após Dean Ambrose ameaçar interromper o pay-per-view), Rollins solicitou que Ambrose fosse adicionado à luta, o que Triple H concordou. No episódio de 27 de junho do SmackDown, Barrett sofreu uma lesão, o que o levou a ser removido da luta.
No Payback , após uma derrota para o RybAxel, Cody Rhodes disse a seu irmão, Goldust , que ele merecia um parceiro melhor do que ele. Depois do Payback, Goldust não teve sucesso em derrotar o Rybaxel com seus novos parceiros, escolhidos para ele por Cody. No Raw de 16 de junho, Cody estreou como seu novo apelido de Stardust, e começou a se unir a seu irmão para derrotar o Rybaxel. No episódio de 24 de junho do Main Event, Rybaxel desafiou Stardust e Goldust para uma luta no pay-per-view, que eles aceitaram.
No episódio de 17 de junho do Main Event, Naomi derrotou Paige, Campeã das Divas, em uma luta sem título, estabelecendo uma luta pelo título entre as duas no Money In The Bank.
Depois que Fandango substituiu sua parceira de dança Summer Rae por Layla, Summer Rae atacou Layla no Raw de 19 de maio. Elas continuaram se atacando e interferindo nas lutas de Fandango, armando assim uma luta no pay-per-view, com Fandango como árbitro convidado especial.
Desde sua estreia, Rusev foi apresentado como um superatleta russo. Sua gerente, Lana, insultou os Estados Unidos várias vezes. Isso incluiu um ataque ao WWE Hall of Famer Jim Duggan, conhecido por sua gimmick patriótica, que foi salvo por Big E. Big E e Rusev tiveram uma luta no Payback, mas Big E foi derrotado por Rusev. Depois do evento, eles continuaram se atacando, marcando uma revanche para o Money in the Bank.

## Evento
| Função:                 | Nome:                    |
| ----------------------- | ------------------------ |
| Comentaristas em inglês | Michael Cole             |
| Comentaristas em inglês | John "Bradshaw" Layfield |
| Comentaristas em inglês | Jerry Lawler             |
| Anunciador de ringue    | Justin Roberts           |
| Entrevistadores         | Michael Cole             |
| Entrevistadores         | Byron Saxton             |
| Entrevistadores         | Tom Phillips             |
| Árbitros                | John Cone                |
| Árbitros                | Charles Robinson         |
| Árbitros                | Chad Patton              |
| Árbitros                | Fandango (Layla vs. Rae) |
| Painel do pré-show      | Renee Young              |
| Painel do pré-show      | Booker T                 |
| Painel do pré-show      | Christian                |
| Painel do pré-show      | Alex Riley               |

### Pré-show
O pay-per-real abriu com os Usos defendendo o WWE Tag Team Championship contra Luke Harper e Erick Rowan. No final, Jimmy e Jey executaram um Superplex duplo em Rowan. Jey realizou um Samoan Splash em Rowan, que foi seguido por Jimmy executando um Samoan Splash em Rowan para reter o título.
Em seguida, Paige defendeu o WWE Divas Championship contra Naomi. A luta terminou quando Paige executou um RamPaige em Naomi para reter o título.
Depois disso, Damien Sandow lutou contra Adam Rose. Rose aplicou um Party Foul em Sandow para vencer a luta.
A próxima luta de escadas do Money in the Bank, envolvendo Kofi Kingston, Jack Swagger, Rob Van Dam, Dolph Ziggler, Dean Ambrose e Seth Rollins. Durante a luta, Ambrose empurrou uma escada, fazendo Kingston cair da corda superior em Swagger, Ziggler e Van Dam. Van Dam executou um Rolling Thunder Senton em Rollins, que estava deitado em uma escada presa no canto do ringue. Swagger executou um Powerbomb em uma escada em Van Dam, que foi seguido por Ambrose executando um Suplex de cima da escada em Rollins. Ambrose machucou o ombro, levando-o a ser levado para os bastidores por uma equipe médica. Kingston fez um Back Body Drop em Rollins no topo de uma escada, fazendo Rollins cair em outra escada entre a escada e as cordas. Ziggler executou um Zig Zag em uma escada em Kingston. Ziggler tentou recuperar a pasta, mas Rollins atingiu Ziggler com uma cadeira. Rollins tentou recuperar a pasta, mas Ambrose voltou e bateu em Rollins com a cadeira.Kane desceu ao ringue e executou um Chokeslam e um Tombstone Piledriver em Ambrose. Rollins recuperou a pasta para vencer a luta.
Em seguida, Gold e Stardust enfrentaram Ryback e Curtis Axel. No final, Stardust derrotou Ryback com um roll-up para vencer a luta.
Depois disso, Rusev lutou Big E . Rusev forçou Big E a se submeter ao The Accolade para vencer a luta.
Na penúltima luta, Summer Rae enfrentou Layla com Fandango como árbitro convidado especial. Layla executou um Roundhouse Kick em Rae para vencer a luta.

### Evento principal
O evento principal foi uma luta de escadas pelo vago WWE World Heavyweight Championship envolvendo Alberto Del Rio, Bray Wyatt, Cesaro, John Cena, Kane, Randy Orton, Roman Reigns e o Campeão dos Estados Unidos Sheamus. Durante a luta, Cesaro e Sheamus lutaram no topo da escada, mas Wyatt empurrou a escada, fazendo com que Cesaro e Sheamus segurassem o título. Orton executou um DDT elevado em uma escada interligada entre o apron e uma mesa de transmissão em Sheamus. Depois que todos lutaram entre si, Sheamus controlou a luta realizando um Diving Shoulder Block em Kane, um Irish Curse Backbreaker em Del Rio, White Noise em Orton e um Brogue Kick em Cena. Depois que Orton e Kane removeram os outros participantes do ringue, Reigns controlou a luta realizando um Spear em Kane, Superman Punches em Orton e Sheamus, Running Front Dropkicks em Del Rio, que estava enrolado na corda inferior, e Wyatt, que estava drapejado em uma mesa de transmissão, e um Spear em Cesaro. Reigns lutou com Cena, terminando por executar um Spear em Cena. Depois que cada homem executou suas finalizações nos outros participantes, Reigns lutou com Orton e tentou recuperar os títulos, mas Kane executou um Chokeslam em Reigns. Orton tentou recuperar os títulos, mas Cena executou um Attitude Adjustment em Kane e um Attitude Adjustment em Orton em Kane. Cena recuperou os títulos para vencer a luta e se tornar o novo campeão.

## Depois do evento
Randy Orton recebeu assistência médica após o evento. Ele recebeu 11 pontos para fechar o corte sofrido em sua cabeça durante o evento principal do Money in the Bank.
Na noite seguinte no Raw, The Authority fez uma celebração para o novo Campeão Mundial dos Pesos Pesados da WWE John Cena e revelou que ele seria destaque na capa do videogame WWE 2K15, mas Cena deixou claro que não permitiria que a Authority o controlasse. Triple H então agendou uma luta Fatal four-way pelo WWE World Heavyweight Championship no Battleground entre Cena, Orton, Kane e Reigns. Em uma luta de duplas no final da noite, Seth Rollins tentou usar seu contrato contra Cena, mas foi interrompido por Dean Ambrose, que no início do show declarou que estaria lá para impedir Rollins de usar sua pasta com sucesso.
Também no Raw, AJ Lee fez o seu retorno e derrotou Paige pelo DIvas Championship.
Bad News Barrett, que havia sido removido do Money in the Bank devido a uma lesão, também perdeu seu Intercontinental Championship. Uma batalha real pelo título vago foi marcada para o Battleground, sendo vencida por The Miz.
Brock Lesnar voltou em 21 de julho e derrotou Cena no SummerSlam para conquistar o WWE World Heavyweight Championship. Na WrestleMania 31 em 29 de março de 2015, Seth Rollins usou com sucesso seu contrato do Money In The Bank durante a luta entre Lesnar e Reigns, tornando-se uma luta triple threat, que Rollins venceu ao pinar Reings para vencer o WWE World Heavyweight Championship. No entanto, Rollins desocupou o título em 4 de novembro de 2015, após sofrer múltiplas lesões no joelho em um evento ao vivo em Dublin, Irlanda, terminando seu reinado em 220 dias.

## Resultados
| Nº                                          | Resultados | Estipulações                                                                   | Tempo |
| ------------------------------------------- | --- | ------------------------------------------------------------------------------ | ----- |
| 1                                           | The Usos (Jimmy Uso e Jey Uso) (c) derrotaram The Wyatt Family (Erick Rowan e Luke Harper)                          | Luta de duplas pelo WWE Tag Team Championship                                  | 13:53 |
| 2                                           | Paige (c) derrotou Naomi (com Cameron)                                                                              | Luta individual pelo Divas Championship                                        | 7:02  |
| 3                                           | Adam Rose derrotou Damien Sandow                                                                                    | Luta individual                                                                | 5:12  |
| 4                                           | Seth Rollins derrotou Kofi Kingston, Dolph Ziggler, Rob Van Dam, Dean Ambrose e Jack Swagger (com Zeb Colter)       | Luta Money in the Bank por um contrato pelo WWE World Heavyweight Championship | 23:10 |
| 5                                           | Gold e Stardust derrotaram Rybaxel (Ryback e Curtis Axel)                                                           | Luta de duplas                                                                 | 8:16  |
| 6                                           | Rusev (com Lana) derrotou Big E por submissão                                                                       | Luta individual                                                                | 8:19  |
| 7                                           | Layla derrotou Summer Rae                                                                                           | Luta individual com Fandango como árbitro especial                             | 3:07  |
| 8                                           | John Cena derrotou Kane, Randy Orton, Roman Reigns, Alberto Del Rio, Bray Wyatt, Sheamus e Cesaro (com Paul Heyman) | Luta de escadas pelo vago WWE World Heavyweight Championship                   | 26:20 |
| (c) – Refere-se aos campeões antes da luta. | |                                                                                |       |